# Половинное (Половинский район)
Полови́нное — село на юге Курганской области. Административный центр Половинского района и Половинского муниципального округа. Бывший административный центр упразднённого Половинского сельсовета.

## География
Местоположение
Село Половинное находится в 92 километрах к югу от областного центра — города Кургана, в 10 километрах к северу от границы с Казахстаном, на берегу озера Половинного.
Часовой пояс
Половинное находится в часовом поясе, обозначаемом по международным стандартом как Yekaterinburg Time Zone (YEKT/YEKTST). Смешение относительно гринвичского времени составляет +5 часов (летом +6). Смещение относительно Московского поясного времени составляет +2 часа.

## История
На пути торговых караванов из Кургана в Казахстан (примерно посередине) караваны останавливались на отдых. Отсюда не только происходит начало села, но и его название.

## Население
| 1869  | 1893  | 1912  | 1926  | 1939  | 1959  | 1970  |
| ----- | ----- | ----- | ----- | ----- | ----- | ----- |
| 652   | ↗1390 | ↗1911 | ↗2550 | ↗3272 | ↗3766 | ↗4370 |
| 1979  | 1989  | 2002  | 2010  | 2021  |       |       |
| ↗4962 | ↗5117 | ↗5221 | ↘4645 | ↘3791 |       |       |

## Транспорт
В селе есть автостанция, через которую осуществляется ежедневное автобусное сообщение с областным центром и населёнными пунктами района. Также есть грузовая железнодорожная станция Зауралье. Пассажирского сообщения на станции не осуществляется.
Через село проходит автодорога Курган — Половинное — Воскресенское.
Автотранспорт
- Автостанция
- 4 остановки для внутрирайонных автобусных маршрутов

Железнодорожный транспорт
- Станция Зауралье

## Основные улицы
- Улица Ленина
- Улица Победы
- Улица Мостовая
- Улица Береговая
- Улица Советская
- Улица Мира
- Улица Вокзальная
- Улица Декабристов
- Улица Р. Зорге
- Улица Карла Маркса
- Улица Красина

## Климат
Тип климата континентальный. Находится в умеренном климатическом поясе. Средняя температура января −17°С, средняя температура июля +20°С.

## Экономика
Предприятия
- Элеватор
- ЗАО «Степное»
- ДРСУ

Крупные магазины
- «Урал»
- «Монетка»
- «Юргамышские колбасы»
- «Метрополис»
- «Магнит»
- «Магнит Косметик»
- «Водолей»

## Инфраструктура
Социальная инфраструктура
- Центральная районная больница
- ОП «Половинское» МО МВД РФ «Притобольный»
- ПЧ-35
- Радиотелевизионная вышка
- Центр занятости населения Половинского района Курганской области

Досуг и образование
- Половинская средняя общеобразовательная школа
- Половинская вечерняя (сменная) общеобразовательная школа
- Половинский дом детского творчества
- Районный дом культуры
- Половинская музыкальная школа
- Детско-юношеская спортивная школа

## Известные жители и уроженцы
- Родионова, Екатерина Ивановна (1904—1972) — Герой Социалистического Труда. Её именем названа одна из городских улиц.
- Черепанов, Александр Леонидович (род. 1967) — Герой Российской Федерации.